# Công suất
Công suất ℘ (chữ P viết hoa - U+2118)  (từ tiếng Latinh Potestas) là một đại lượng cho biết công được thực hiện ΔW hay năng lượng biến đổi ΔE trong một khoảng thời gian T = Δt.
{\displaystyle \wp ={\frac {\Delta E}{\Delta t}}={\frac {\Delta W}{\Delta t}}} hay ở dạng vi phân {\displaystyle \wp (t)={\frac {\mathrm {d} W(t)}{\mathrm {d} t}}}.
Công suất trung bình {\displaystyle {\bar {\wp }}={\frac {1}{T}}\int _{0}^{T}\wp (t)\mathrm {d} t}
Trong hệ SI, công suất có đơn vị đo là watt (W).

## Đơn vị đo
Trong hệ đo lường quốc tế, đơn vị đo công suất là Watt (viết tắt là W), lấy tên theo James Watt.
1 Watt = 1 J/s
Ngoài ra, các tiền tố cũng được thêm vào đơn vị này để đo các công suất nhỏ hay lớn hơn như mW, MW.
Một đơn vị đo công suất hay gặp khác dùng để chỉ công suất động cơ là mã lực (viết tắt là HP).
1 HP = 0,746 kW tại Anh
1 CV = 0,736 kW tại Pháp
Trong truyền tải điện, đơn vị đo công suất hay dùng là kVA (kilô Volt Ampe):
1 kVA = 1000 VA

### Công suất cơ
Trong chuyển động đều, thời gian Δt, khoảng cách Δs, chuyển động với vận tốc v dưới tác dụng của lực F thì công suất được tính:
{\displaystyle \wp ={\frac {F\cdot \Delta s}{\Delta t}}=Fv}
hay {\displaystyle \wp ={\frac {{\vec {F}}\cdot \Delta {\vec {s}}}{\Delta t}}={\vec {F}}\cdot {\vec {v}}}
Trong chuyển động quay, thời gian Δt, góc quay Δφ, vận tốc góc ω dưới tác dụng của mômen M thì công suất là: 
{\displaystyle \wp ={\frac {M\cdot \Delta \varphi }{\Delta t}}=\omega \cdot M}

### Công suất điện
Công suất điện tức thời {\displaystyle \wp (t)=u(t)\cdot i(t)} với u, i là những giá trị tức thời của hiệu điện thế và cường độ dòng điện.
Nếu u và i không đổi theo thời gian (dòng điện không đổi) thì {\displaystyle \wp =U\cdot I}.
Trong điện xoay chiều, có ba loại công suất: công suất hiệu dụng ℘, công suất hư kháng {\displaystyle {\mathcal {Q}}} và công suất biểu kiến {\displaystyle {\mathcal {S}}}, với {\displaystyle {\mathcal {S}}=\wp +i{\mathcal {Q}}} (i: đơn vị số ảo) hay {\displaystyle {\mathcal {S}}^{2}=\wp ^{2}+{\mathcal {Q}}^{2}}. 